# Nuova cricca del Guangxi
La Nuova cricca del Guangxi succedette, nel 1923, alla Vecchia cricca del Guangxi come una delle più potenti cricche cinesi ai tempi del periodo dei signori della guerra. Capeggiata da Li Zongren, Huang Shaohong e Bai Chongxi, riuscì a prendere il controllo di Hunan e Guangdong. La Vecchia cricca del Guangxi si era sbriciolata nei primi anni 1920.

## Lu Rongting e la guerra Yue-Gui
Nel 1920 Chen Jiongming spinse Lu Rongting e la vecchia cricca del Guangxi a uscire da Guangdong, nella Prima guerra Yue-Gui. Nel 1921 Chen spinse nel Guangxi, dando inizio alla Seconda guerra Yue-Gui, costringendo Lu Rongting a dimettersi nel luglio del 1921. Ad agosto Chen aveva occupato Nanning e il resto del Guangxi. Chen Jiongming e le forze cantonesi occuparono il Guangxi fino all'aprile del 1922. La loro occupazione era in gran parte nominale perché bande armate di lealisti del Guangxi iniziarono a radunarsi sotto i comandanti locali, definendosi l'Esercito di autogoverno. Sun Yat-sen e Chen Jiongming si separarono presto dalla continuazione della Spedizione del Nord. Chen, tuttavia, aspirava semplicemente a essere il signore della guerra del Guangdong e dopo che la cricca di Zhili di Pechino riconobbe il suo potere nel sud, abbandonò Sun Yat-sen. Nel maggio del 1922 le forze cantonesi avevano evacuato il Guangxi lasciando un vuoto di potere.

## Risultati delle guerre Yue-Gui
Lu Rongting poté costruire una macchina politica e militare con le forze che componevano gli eserciti di autogoverno, appellandosi all'amicizia, alla famiglia e all'etnia Zhuang, ma la mancanza di un vero capo portò a un rapido collasso nel localismo, che avvenne mentre le forze del Guangdong si ritiravano. Ci furono intensi combattimenti per rioccupare il territorio o tentare di spogliare dei loro rifornimenti e munizioni le forze in ritirata.
Con il sostegno di Wu Peifu e della cricca Zhili, Lu Rongting rientrò di nuovo nel Guangxi, nel 1923, e iniziò a provare a ricostruire la sua coalizione. Presto ebbe il controllo del sud con il suo importante gruppo di uomini di Zhuang, ma la situazione era cambiata e la sua organizzazione politica non poteva essere ricostruita. Tra gli uomini più giovani che erano stati addestrati nelle scuole militari, dopo la rivoluzione del 1911, c'era un nuovo apprezzamento per le tattiche moderne, le armi e i mezzi politici. Nelle confuse lotte di potere seguite alla Guerra Guangdong-Guangxi, questi militari locali iniziarono a ritagliarsi territori nel Guangxi e a dominarli.
A sudovest c'erano sentieri di oppio tra Yunnan e Guizhou che scorrevano attraverso Baise e poi lungo il fiume fino a Nanning. Con quest'oppio, usualmente proveniente da Wuzhou, veniva finanziato il commercio. Durante le guerre Yue-Gui, Huang Shaohong, allora comandante del Battaglione modello della I Divisione Guangxi, e Bai Chongxi, suo ex vice, tentarono di rimanere neutrali e si trasferirono a Baise. Alla fine Huang ottenne il controllo di Baise e del commercio di oppio. Più tardi estese il suo controllo a Wuzhou, controllando così le rotte attraverso le quali l'oppio entrava e lasciava il Guangxi. Con le sue entrate dell'oppio, Bai riuscì a costruire una forza ben equipaggiata e addestrata.
Durante le Guerre Yue-Gui, Li Zongren aveva accompagnato Lin Hu e Lu Rongting a Guangdong e guidato la retroguardia quando la vecchia cricca Guangxi si era ritirata prima dell'attacco di Chen Jiongming. Durante la campagna il battaglione di Li Zongren fu ridotto a circa mille uomini e "affondò nell'erba". Ma Li, con l'intenzione di diventare più di un bandito, iniziò a costruire una macchina militare personale di unità di soldati professionisti. Questi sarebbero stati uguali a qualsiasi forza in Cina e più di una prova per qualsiasi numero di banditi o Zhuang irregolari che Lu Rongting avesse guidato nella sua guerra per ristabilire il suo potere nel Guangxi. Li entrò nel Kuomintang nel 1923, quando controllava già un considerevole numero di truppe nel nord del Guangxi e spazzò via i banditi locali, i signori della guerra e le rimanenti forze della cricca della Vecchia cricca del Guangxi nel nord.

## Presa del potere della Nuova cricca del Guangxi
Entro la primavera del 1924, Huang Shaohong, Bai Chongxi e Li Zongren formarono la Nuova cricca del Guangxi e un esercito ben equipaggiato per la pacificazione del Guangxi. Li Zongren era il comandante in capo, Huang Shaohong il vice e Bai Chongxi il capo di stato maggiore. Ad agosto avevano sconfitto l'ex governatore Lu Rongting e altri contendenti cacciandoli fuori dalla provincia. Li Zongren fu governatore militare del Guangxi dal 1924 al 1925 e dal 1925 al 1949.
Gli sforzi della coalizione portarono la provincia di Guangxi sotto la giurisdizione della Repubblica di Cina. Li Zongren divenne governatore militare del Guangxi dal 1924 al 25, Huang governatore civile dal 1924 al 1929, e il Guangxi rimase sotto l'influenza di Li Zongren fino al 1949. La Nuova cricca del Guangxi fece tentativi di modernizzazione tra il 1926 e il 1927, quando controllava il Guangxi e gran parte del Guangdong, dell'Hunan e dell'Hubei. La cricca del Nuovo Guangxi era molto più attiva nella modernizzazione di quanto lo fosse stato Lu Rongting. Fondò l'Università di Guangxi a Nanning, costruì oltre cinquemila chilometri di strade e ampliò l'elettrificazione dell'area.
Tuttavia, poiché la cricca doveva essere costantemente mobilitata per la guerra, prima contro i signori della guerra del Guangdong, poi contro i giapponesi, il carico fiscale che imponeva era molto più pesante di quello di Lu Rongting. Anche la Nuova cricca del Guangxi tassò il commercio dell'oppio. Come in seguito fu vero per il governo di Chiang Kai-shek, le tasse vennero raccolte attraverso uffici per la soppressione dell'oppio, apparentemente creati per distruggerne il commercio. Nel 1932 il reddito da oppio ammontava a cinquanta milioni di dollari, la più grande fonte di reddito nel bilancio provinciale.

## La Nuova cricca del Guangxi e la Spedizione del Nord
Durante la Spedizione del Nord, Bai Chongxi era il capo di stato maggiore dell'Esercito nazionale rivoluzionario e guidò l'Armata dell'est che conquistò Hangzhou e Shanghai nel 1927. Come comandante della guarnigione di Shanghai, Bai partecipò anche all'epurazione dei comunisti dell'esercito rivoluzionario nazionale, il 4 aprile 1927, e al massacro di Shanghai.
Li Zongren era un generale della VII Armata nella Spedizione del Nord e poi ne divenne il comandante generale e prese Wuhan nel 1927. Fu quindi nominato comandante del IV Gruppo Armato, composto dall'Esercito del Guangxi e da altre forze provinciali pari a 16 corpi e sei divisioni indipendenti. Nell'aprile del 1928, Li Zongren, con Bai Chongxi, a cui vennero attribuite molte vittorie contro i signori della guerra del nord, guidò il gruppo della IV Armata ad avanzare su Pechino, catturando Handan, Baoding e Shijiazhuang, il 1º giugno. Zhang Zuolin si ritirò da Pechino il 3 giugno e l'esercito di Li prese Pechino al comando di Bai con le unità di punta che erano entrate per la prima volta a Pechino e Tianjin.

## La Nuova cricca del Guangxi e Chiang Kai-shek
Alla fine della Spedizione del Nord, Chiang Kai-shek iniziò ad agitarsi per riorganizzare l'esercito. Il fatto che avrebbe alterato le influenze territoriali esistenti tra le cricche, nel partito, aggravò rapidamente i rapporti tra il governo centrale e le potenze regionali. Li Zongren, Bai Chongxi e Huang Shaohong, della cricca del Guangxi, furono i primi a interrompere i rapporti con Chiang nel marzo del 1929, dando così inizio allo scontro che portò alla Guerra delle Pianure centrali. Chiang Kai-shek sconfisse la cricca nel 1929. Dopo la sconfitta in quella guerra civile, il Guangxi si alleò con Chen Jitang dopo che era diventato presidente del governo del Guangdong nel 1931, e si rivoltò contro Chiang Kai-shek. Sarebbe scoppiata un'altra guerra civile se non ci fosse stato l'Incidente di Mukden, che spinse tutte le parti a unirsi contro l'Impero giapponese. Di conseguenza, dal 1930 al 1936, la cricca organizzò la ricostruzione del Guangxi, che divenne una provincia "modello" con un'amministrazione progressista. Di conseguenza, il Guangxi fu in grado di fornire un gran numero di truppe nello sforzo bellico contro il Giappone nella seconda guerra sino-giapponese.